# Kyle Porter
Kyle Porter (Toronto, 19 gennaio 1990) è un calciatore canadese, attaccante o centrocampista del Blue Devils.

## Palmarès

### Club

#### Competizioni nazionali
- Lamar Hunt U.S. Open Cup: 1

D.C. United: 2013